# Cité lacustre
Une cité lacustre, ou village lacustre, est un village construit sur un lac, un étang ou un marais, ou sur une rive fréquemment inondée par la montée des eaux. Les maisons sont alors construites sur pilotis, voire sont parfois flottantes. Les pilotis sont aussi nommés palafittes, de l'italien palafitta, lui-même du latin palus (pieu ou pal) et de figere (ficher ou fixer).
De nombreux sites palafittiques, vestiges d'anciens villages lacustres, datés du Néolithique ou de l'Âge du bronze, ont été trouvés au bord ou dans les lacs glaciaires du massif alpin. Certains de ces villages étaient initialement situés sur les rives du lac et n'ont été inondés qu'avec la variation du niveau des eaux.

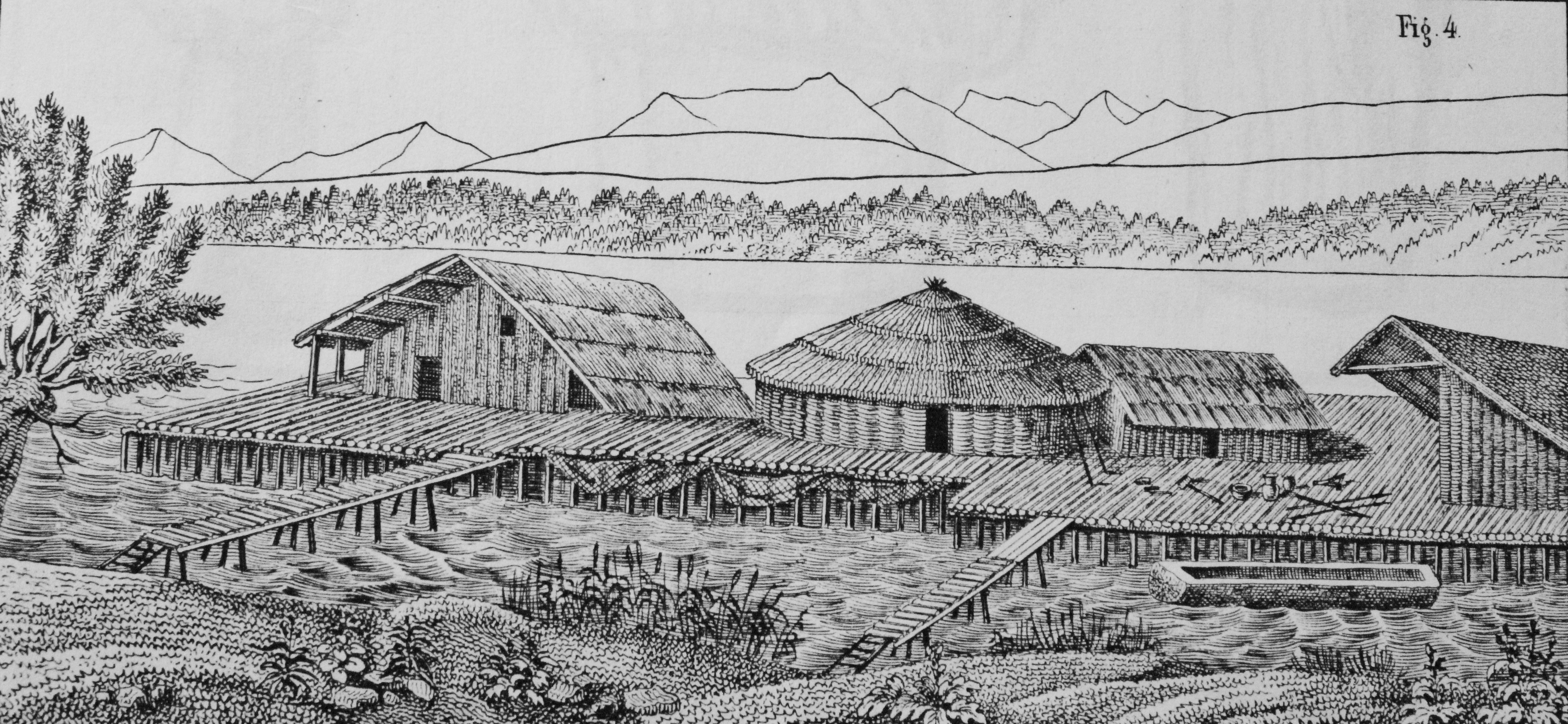
Reconstitution du village lacustre de Meilen par Ferdinand Keller (1854). Inspiré librement d’une vue du village de Kouaoui de Nouvelle-Guinée, ce croquis est devenu l’archétype dont se sont inspirés d’innombrables artistes dans l’élaboration du mythe lacustre.

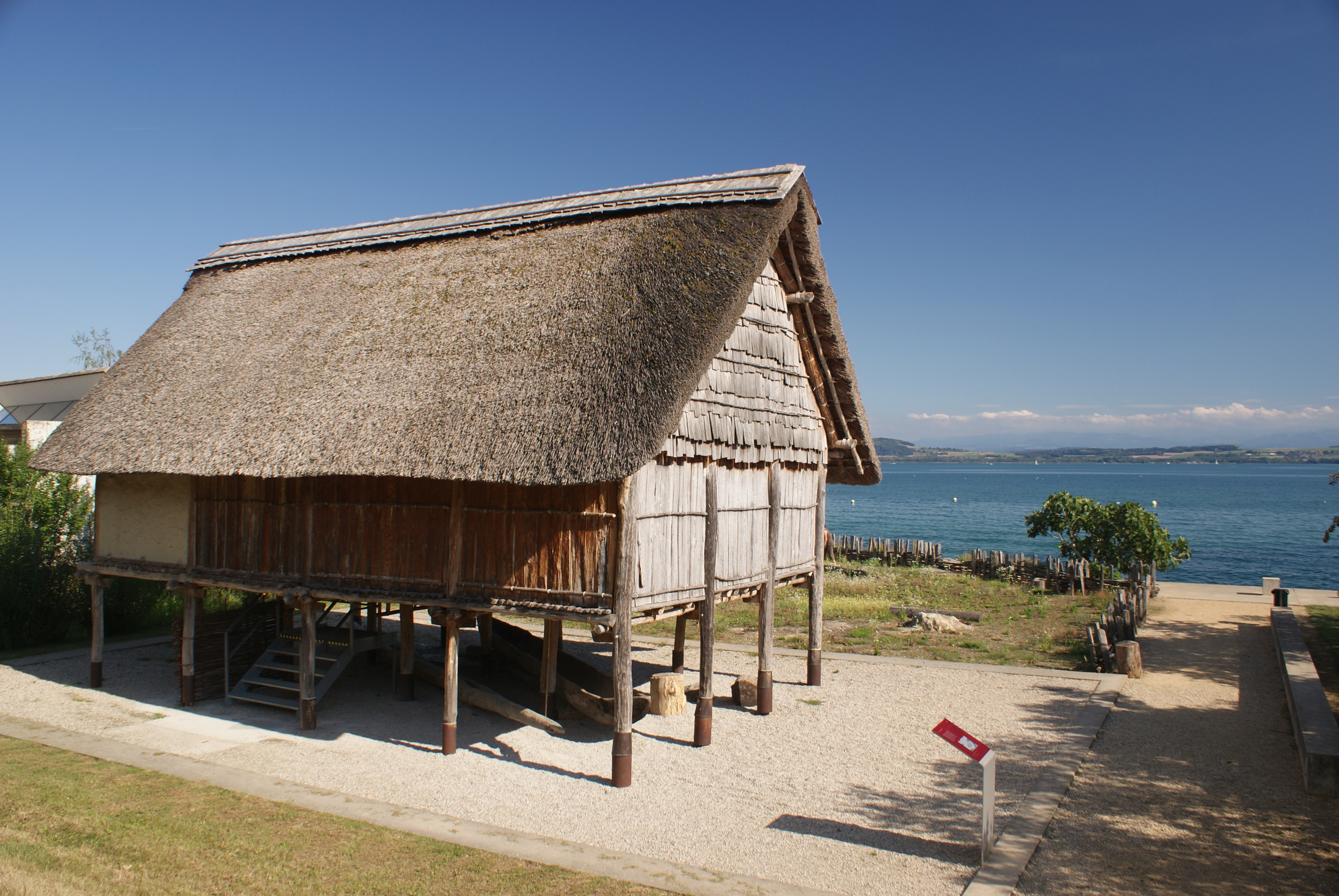
Reconstitution d'une maison palafittique de l'Âge du bronze (parc archéologique du Laténium).

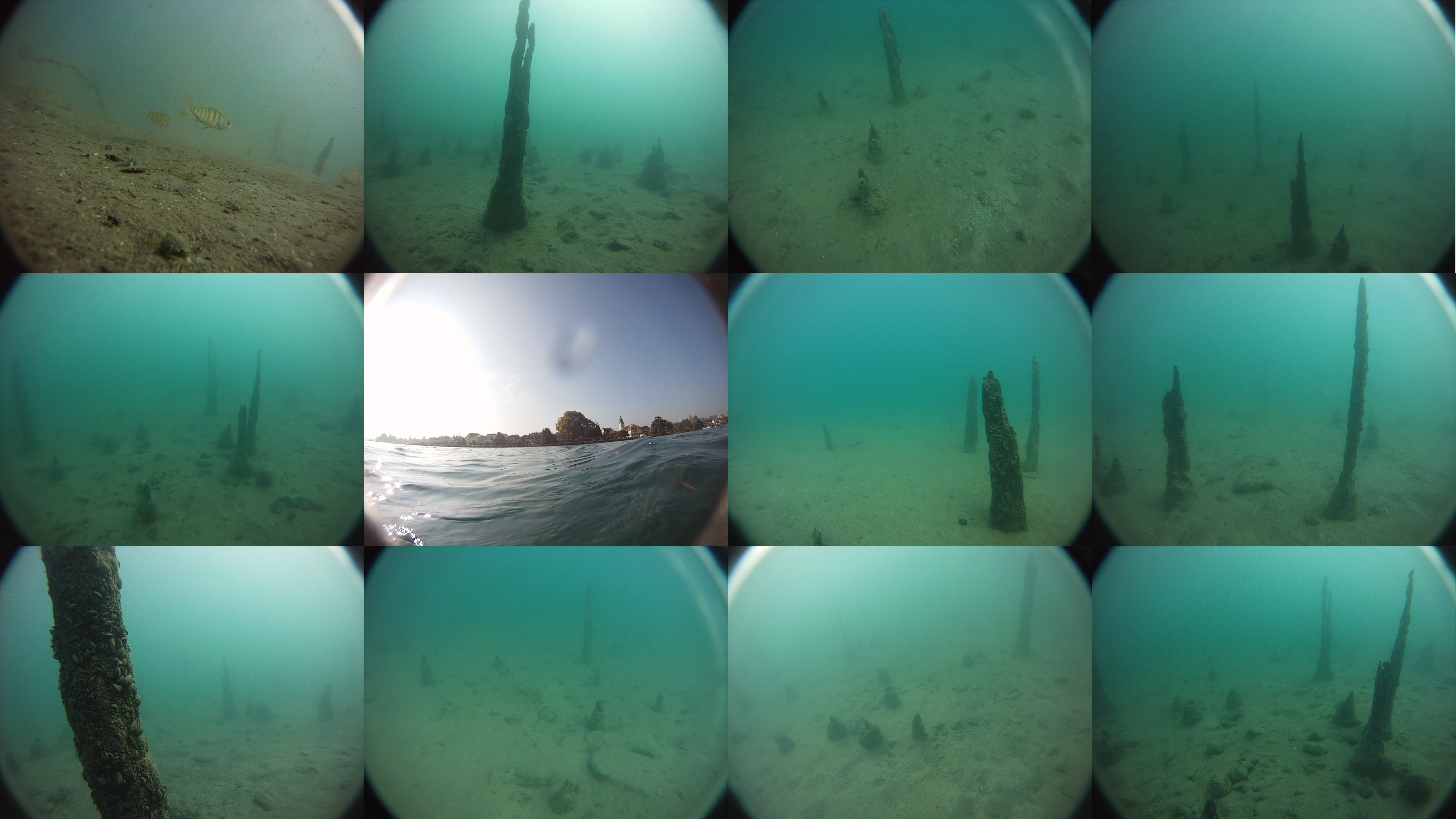
Palafittes au large de Morges, Âge du bronze.

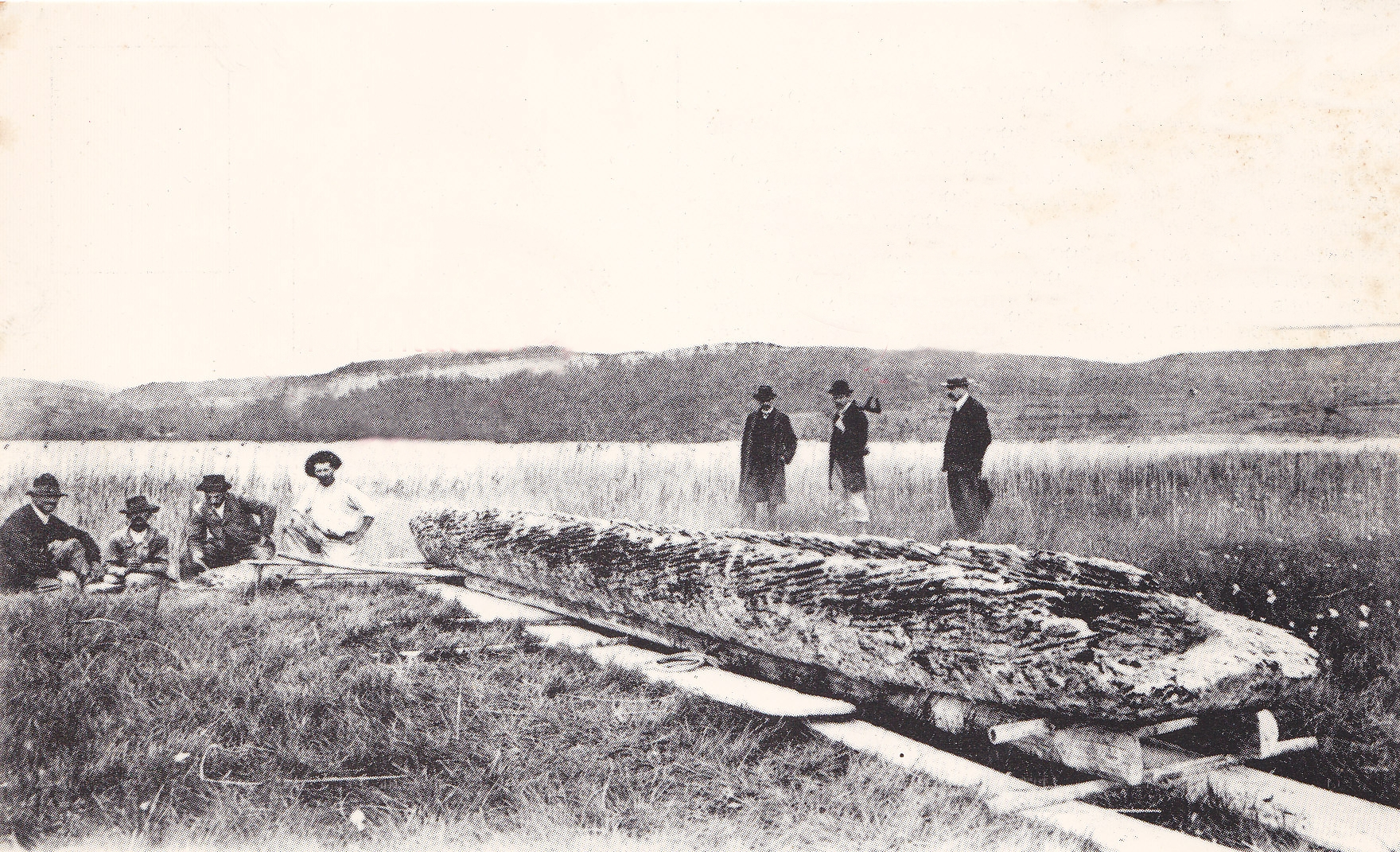
Découverte de la pirogue de Chalain en 1904 (Âge du bronze final, vers 1000 av. J.-C.).

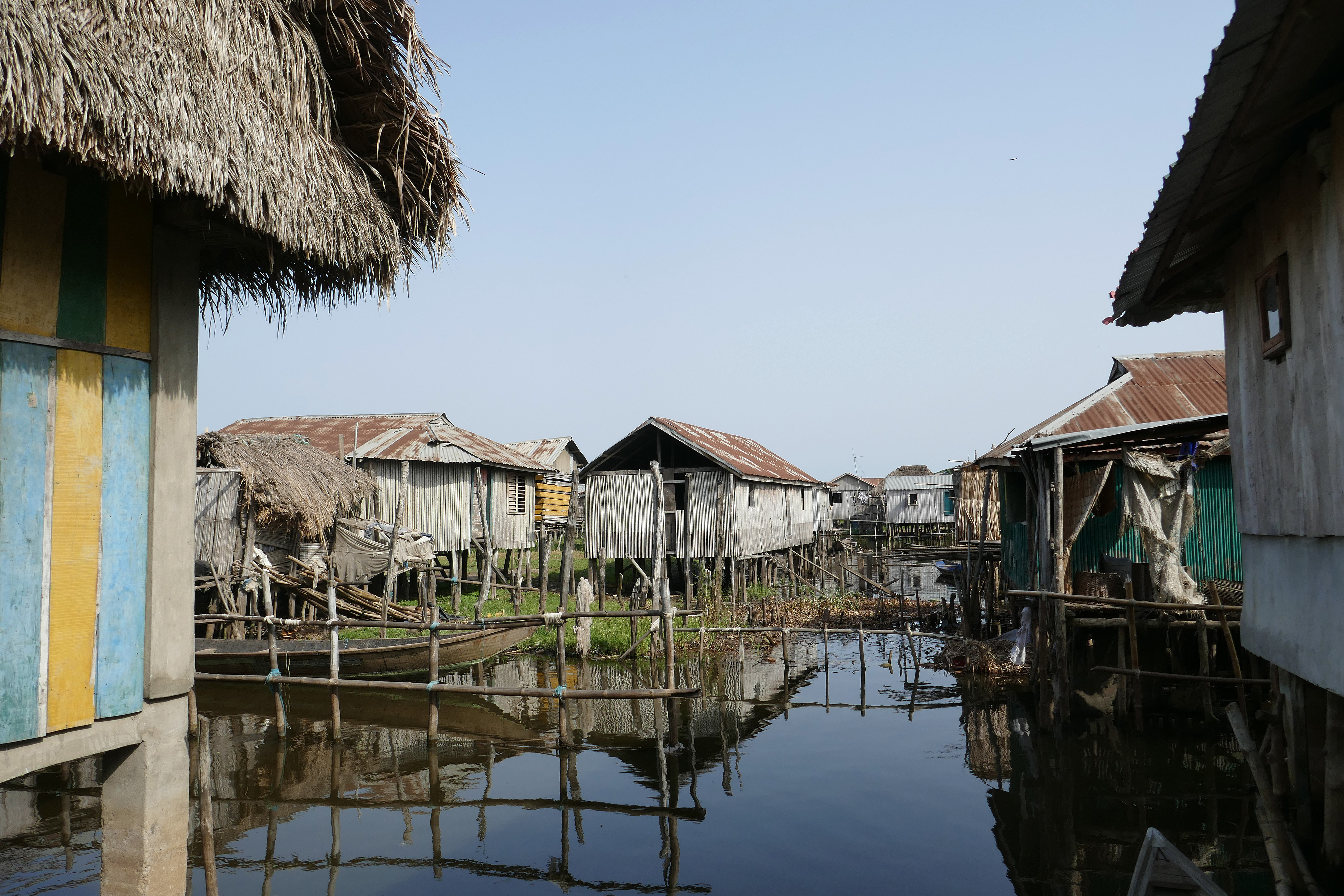
Cité lacustre de Ganvié (Bénin)

## Présentation
Les villages lacustres étaient nombreux au Néolithique et à l'Âge du bronze sur le pourtour du massif alpin, où les glaciers ont creusé de nombreuses dépressions dans les basses vallées alpines, ensuite remplies par les eaux de fonte à l'issue de la dernière période glaciaire et ainsi devenues autant de lacs. Ils ont été bien étudiés depuis le XIXe siècle et leurs vestiges archéologiques sont largement présentés dans les musées, notamment en Suisse (Genève, Lausanne, Neuchâtel, Zürich, etc.). Le Sud de l'Allemagne, l'Autriche, l'Italie du Nord et la France (Alpes et Jura) en ont aussi de nombreux exemples.

## Historique
Pendant les basses eaux du lac de Zurich, en janvier 1854, des ouvriers découvrent sur le site de Meilen des centaines de pieux plantés dans la vase et de très nombreux objets néolithiques. L'archéologue suisse Ferdinand Keller avance alors la théorie erronée des « cités lacustres », villages construits sur une plate-forme commune en bois au large, au-dessus du niveau des lacs, dans le but de se protéger des bêtes sauvages,.
Cette découverte archéologique entraîne en Europe une véritable « fièvre lacustre », scientifique et romantique (fascination qui touche les antiquaires, mais aussi les peintres, poètes, auteurs de théâtre et publicistes), et nationalistes en Suisse (mythification des vertus ancestrales d'un peuple palafittique égalitaire, démocratique, autarcique, travailleur et pacifiste). Le thème de la civilisation lacustre, qui emprunte le modèle ethnographique des villages lacustres rapporté d'outre-mer par des explorateurs, principalement de Nouvelle-Guinée ou d'Afrique, tend alors vers la représentation fantasmée d'un âge d'or préhistorique et d'habitants palafittiques en harmonie avec la nature.

## En France
En France, les lacs jurassiens comme le lac de Chalain ou celui de Clairvaux montrent une présence humaine ancienne. Les fouilles menées à l'extrémité ouest du lac de Chalain en 1904 et reprises dans les années récentes ont mis au jour une implantation s'étendant de 4000 à 750 av. J.-C. Les vestiges extrêmement nombreux d'une cité lacustre occupée du Néolithique jusqu'à l'Âge du bronze sont présentés au musée archéologique de Lons-le-Saunier, en particulier une pirogue creusée dans un tronc d'arbre et parfaitement conservée dans les marnes du bord du lac. Les sites de Clairvaux-les-Lacs et de Chalain ont été inscrits en 2011 sur la liste du patrimoine mondial de l'UNESCO parmi les sites palafittiques préhistoriques autour des Alpes.
En Isère, un site immergé dans le lac de Paladru, à Charavines, a livré en fouilles subaquatiques un siècle de vie quotidienne d'un petit village où la dendrochronologie permet de suivre l'évolution des maisons. Sur le même lac un habitat médiéval est de même nature.
Le lac du Bourget, le lac d'Annecy, le lac d'Aiguebelette et le Léman possèdent aussi des stations immergées datées du Néolithique ou de l'Âge du bronze.
D'autres villages lacustres datent de l'Antiquité, par exemple les sites de Losa, Estey du Large et Put Blanc, engloutis sous le lac de Cazaux et de Sanguinet, entre Gironde et Landes.

## Macédoine du Nord

Musée de l'eau de la baie des Os
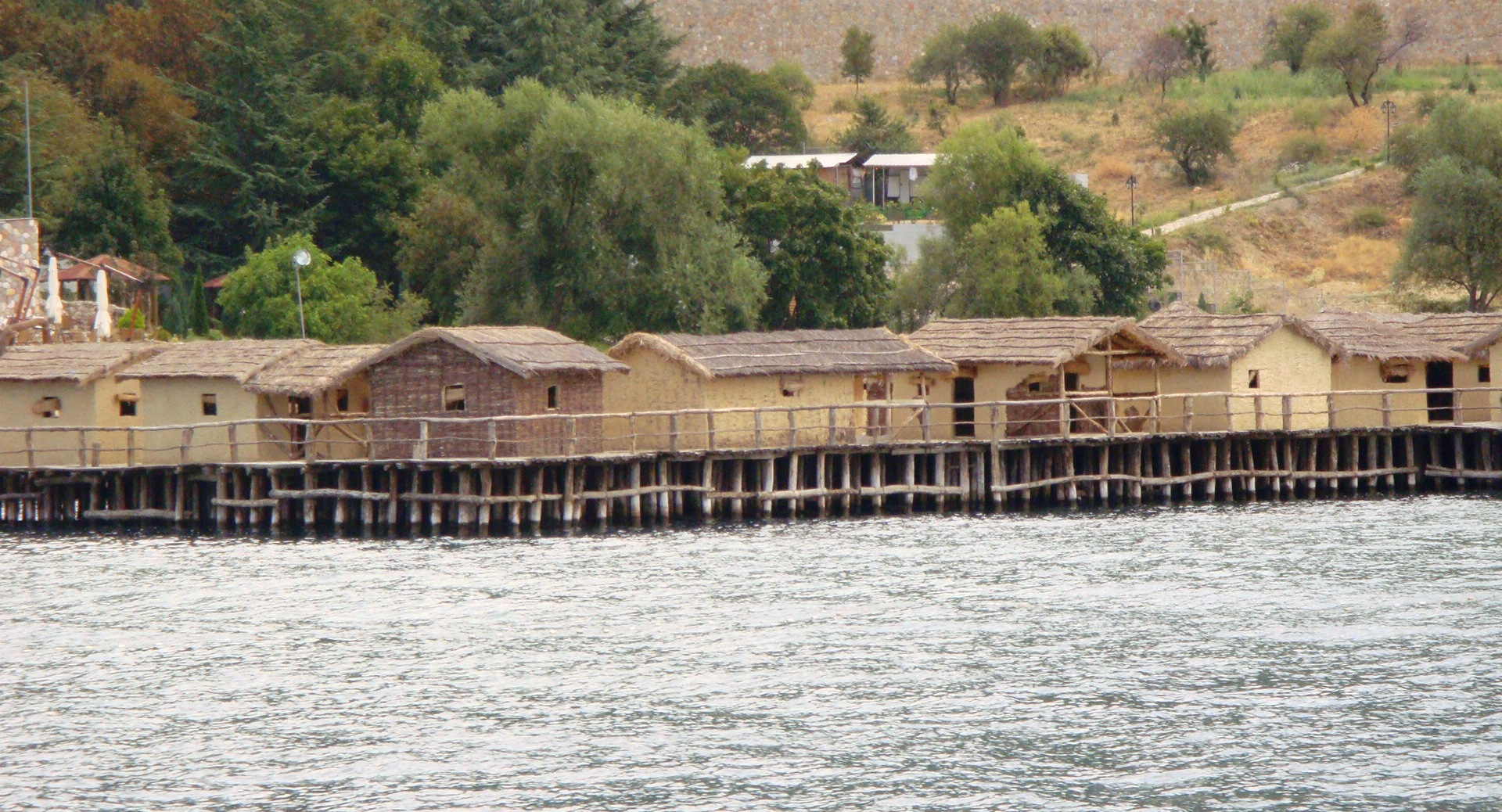
Baie des Os

## Fonction
La disposition des villages lacustres préhistoriques dans les Alpes, habitat au-dessus de l'eau ou au sec sur la rive, était probablement diverse selon les sites et les époques : sur terre (Charavines), ou toujours sur plancher ou en partie sur plancher (constructions sur pilotis à Chalain en France, Fiavè en Italie).
Il est possible que ce type d'habitation ait présenté un intérêt aux époques où les lacs étaient riches en poissons, faisant donc de la pêche une activité de subsistance essentielle. Cependant, la pêche comme activité unique n'est avérée à ce jour dans aucun site archéologique palafittique. Au contraire, des traces indiquent que l'agriculture et l'élevage étaient pratiqués à proximité immédiate du village lacustre. Peut-être faut-il plutôt voir dans ce type d'habitat une protection d'un type particulier contre des populations extérieures, avec chemins d'accès et palissades.

## À notre époque
Certaines populations traditionnelles vivent au XXIe siècle dans des villages lacustres, en Asie, en Afrique et en Amérique. Elles vivent ou vivaient généralement de la pêche et de l'exploitation des ressources lacustres :
- Ganvié est un village lacustre du sud du Bénin, situé sur le lac Nokoué au nord de la métropole de Cotonou ;
- Kampong Ayer (du malais village sur l'eau) est une ville sur pilotis, comptant 39 000 habitants, située à proximité de la capitale du sultanat du Brunei, Bandar Seri Begawan, dont elle est l'origine, dans un coude du fleuve Brunei.

Des architectes ont conçu des « villages lacustres » modernes, comme certains complexes touristiques construits dans des lagons, sur des îles de l'océan Pacifique, ou dans la mer des Caraïbes.